# Polyspora
Polyspora es un género con seis especies de plantas con flores perteneciente a la familia Theaceae.
Son árboles o arbustos de hoja perenne, con hojas enteras, oblongas, alternas, pecioladas, las flores con cinco sépalos, cinco (a veces seis) pétalos, muchos estambres. El fruto es una cápsula oblonga.
El género incluye unas cuarenta especies de la región de Asia sudoriental.

## Especies seleccionadas
- Polyspora axillaris
- Polyspora balansae
- Polyspora lessertii
- Polyspora shimadae
- Polyspora tagawae
- Polyspora yunnanensis